# Dalby distrikt, Värmland
Dalby distrikt är ett distrikt i Torsby kommun och Värmlands län. Distriktet ligger omkring Sysslebäck i norra Värmland.

## Tidigare administrativ tillhörighet
Distriktet inrättades 2016 och utgörs av Dalby socken i Torsby kommun.
Området motsvarar den omfattning Dalby församling hade vid årsskiftet 1999/2000.

## Tätorter och småorter
I Dalby distrikt finns en tätort och fem småorter.

### Tätorter
- Sysslebäck

### Småorter
- Dalby
- Likenäs (norra delen)
- Likenäs (södra delen)
- Ransby
- Sundhult